# 茲布羅日基夫卡
47°11′51″N 30°52′17″E / 47.19750°N 30.87139°E

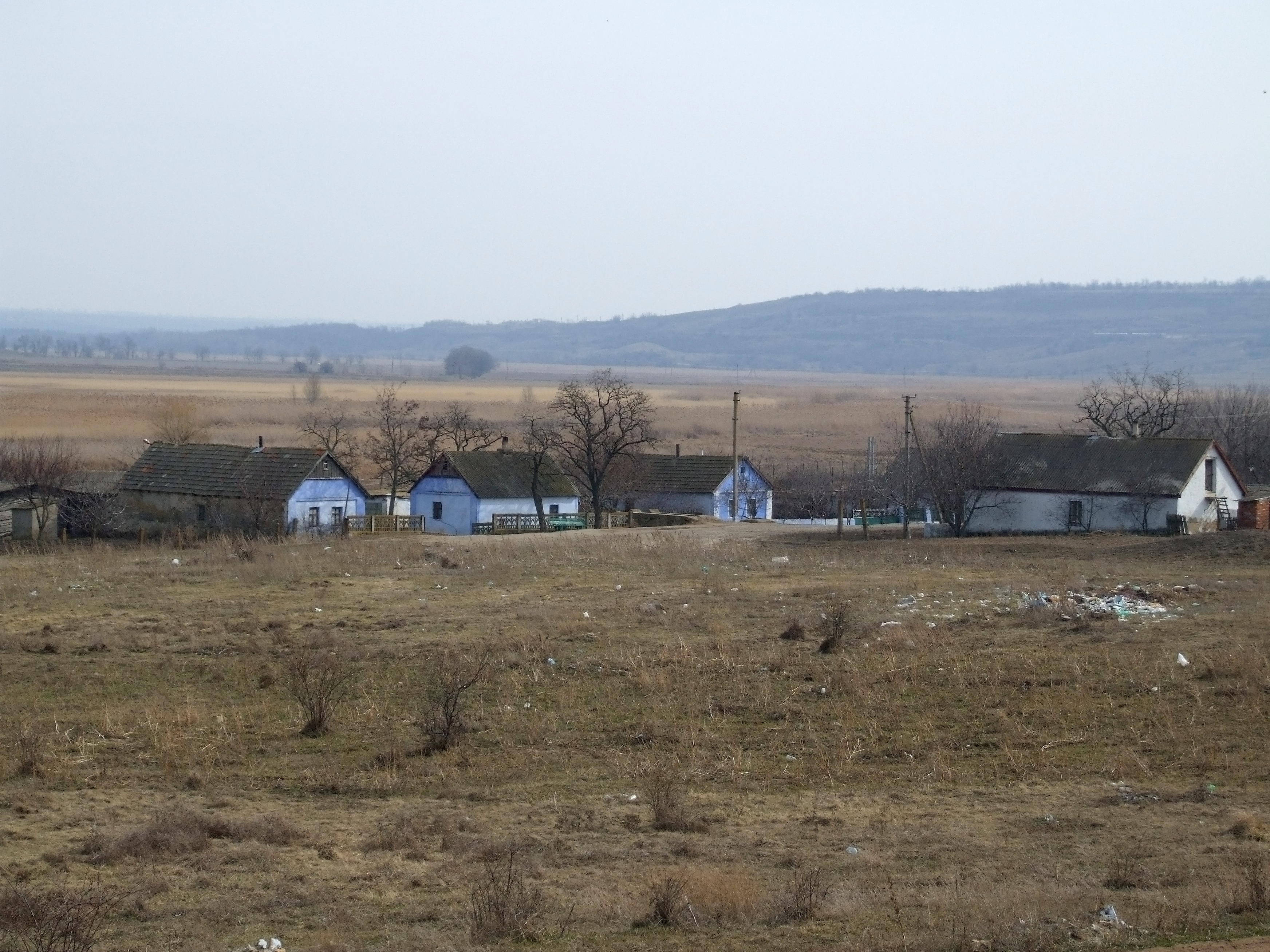

茲布羅日基夫卡（烏克蘭語：Зброжківка）是位於烏克蘭西南部的村莊，由敖德萨州贝雷济夫卡区的勞希夫卡市鎮負責管轄。該村始建於1910年，面積1.37平方公里，海拔高度12米，2001年人口368，人口密度每平方公里267.83人。